# Barçaçakırlı, Giresun
Barçaçakırlı là một xã thuộc huyện Giresun, tỉnh Giresun, Thổ Nhĩ Kỳ. Dân số thời điểm năm 2011 là 289 người.